# Sugar Bowl

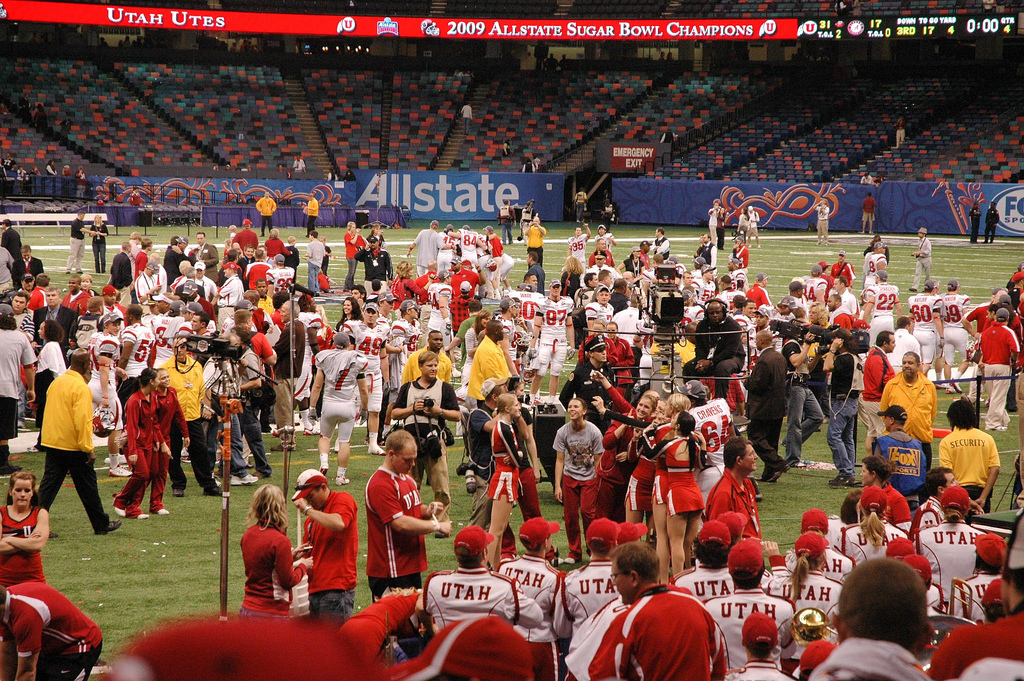
Die Utah Utes von der University of Utah nach ihrem Sieg im Sugar Bowl 2009

Der Sugar Bowl ist ein seit 1935 ausgetragenes Spiel im College Football, dem Hochschulspielbetrieb der National Collegiate Athletic Association (NCAA) im American Football in den Vereinigten Staaten, das jährlich in der Regel in der Zeit vom 1. bis zum 3. Januar stattfindet. Das Spiel ist eines von rund 30 sogenannten Bowl-Spielen in der Nachsaison (Post Season). Es handelt sich dabei um Spiele um eine Trophäe (Bowl), zu denen nach dem Ende der regulären Saison Mannschaften nach bestimmten Auswahlkriterien eingeladen werden. Der Sugar Bowl zählt nach dem 1902 entstandenen Rose Bowl und neben dem Orange Bowl und dem Sun Bowl, die ebenfalls seit 1935 stattfinden, zu den ältesten und traditionsreichsten Spielen in der Nachsaison. Das Spiel war dabei Teil der Bowl Championship Series, einer Serie von fünf ausgewählten und besonders prestigeträchtigen Bowl-Spielen. Der Austragungsort des Sugar Bowls ist seit 1976, mit Ausnahme von 2006, der Caesars Superdome in New Orleans.

## Geschichte

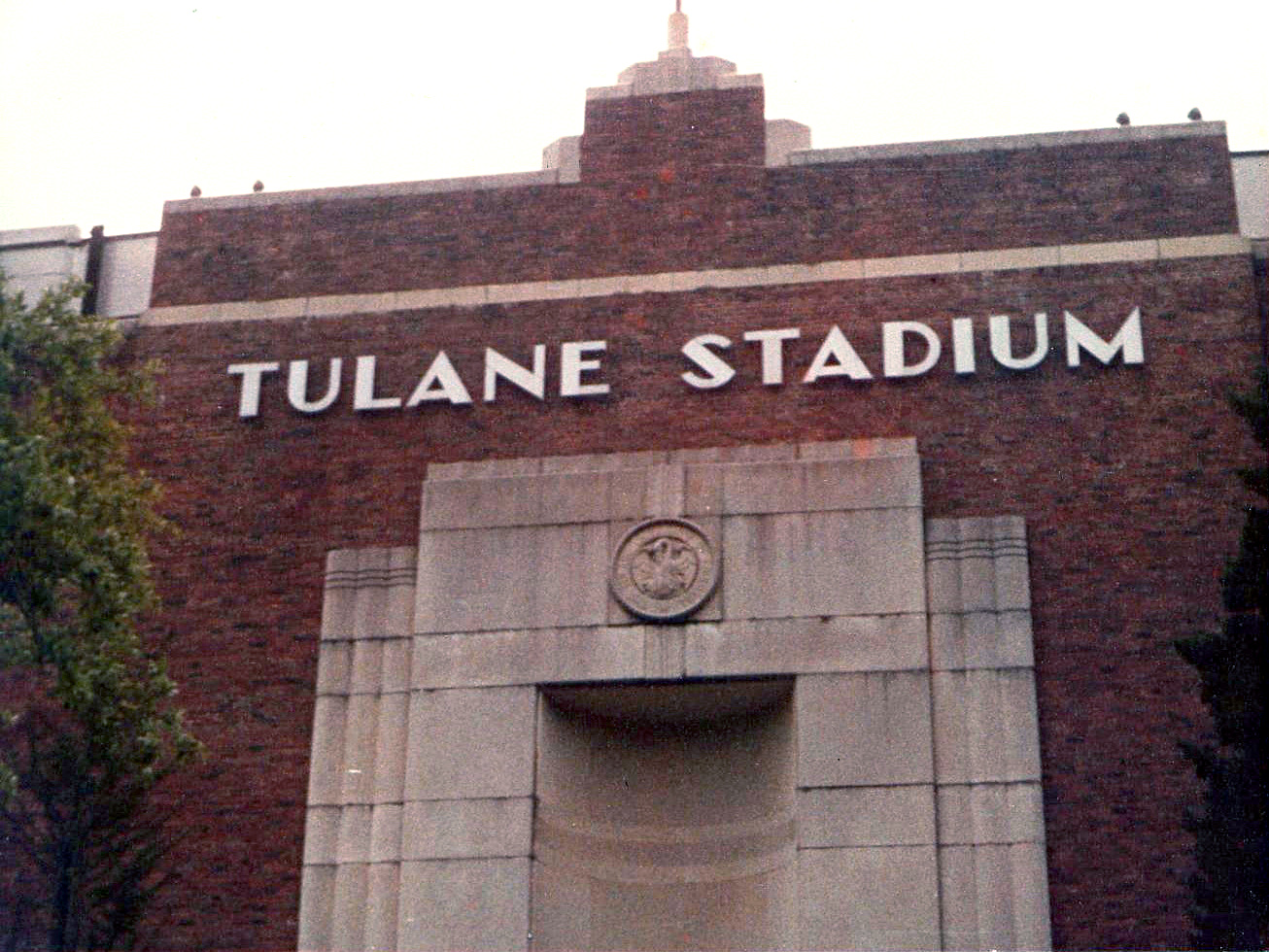
Eingang zum Tulane Stadium

Die Idee zur Austragung der Sugar Bowl geht zurück auf zwei Verantwortliche der Zeitung New Orleans Item. Deren Herausgeber und dessen Sportredakteur propagierten ab 1927 entsprechende Pläne, nachdem die Popularität des seit 1902 in Pasadena in Kalifornien ausgetragenen Rose Bowl zunahm und auch in Miami entsprechende Pläne für ein Bowl-Spiel entstanden waren, aus denen später der Orange Bowl hervorging. Das erste Sugar-Bowl-Spiel fand dann 1935 im Tulane Stadium der gleichnamigen Universität statt, wo es bis 1975 ausgetragen wurde. Im Jahr 1976 erfolgte der Umzug in den ein Jahr zuvor neu eröffneten Louisiana Superdome, vier Jahre später wurde das Tulane Stadium abgerissen.

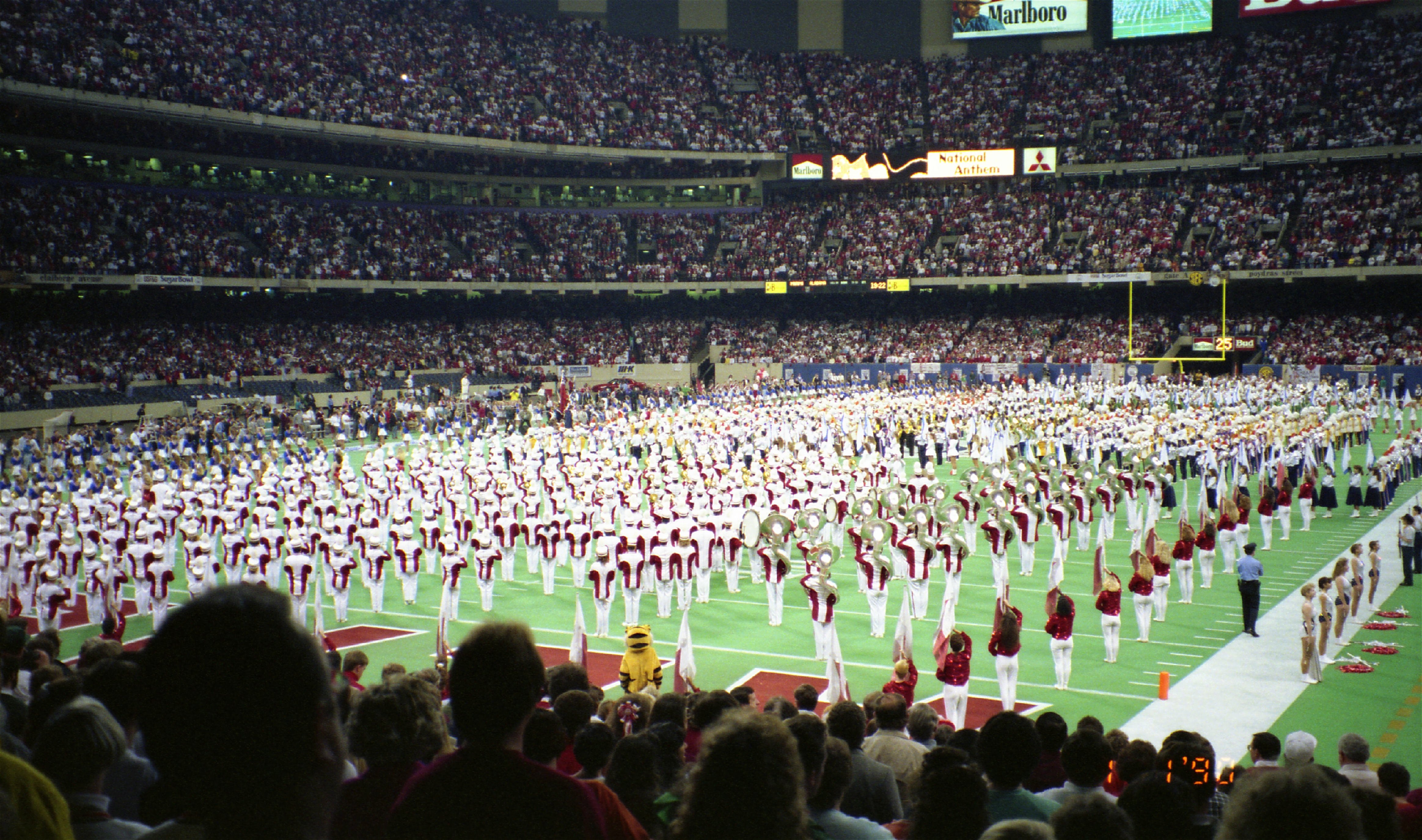
Eröffnung des Sugar Bowl 1990

Ab dem Jahr 1992 war der Sugar Bowl, der aufgrund seiner Traditionen und seines Prestige zu den als Major Bowls bezeichneten wichtigsten Bowl-Spielen zählt, zusammen mit dem Fiesta Bowl, dem Orange Bowl und dem Cotton Bowl Teil der Bowl Coalition. Dabei handelte es sich um eine Serie aus ausgewählten Bowl-Spielen, deren Ziel insbesondere die Ermittlung eines Landesmeisters durch ein als National Championship Game bezeichnetes Finalspiel war. Aus der Bowl Coalition entstand drei Jahre später die Bowl Alliance, die ab der Saison 1998/99 abgelöst wurde durch die bis in die Gegenwart bestehende Bowl Championship Series (BCS). Der Sugar Bowl fungierte im Rahmen dieser Spielserien, in denen das National Championship Game zwischen den beteiligten Bowl-Spielen wechselte, in den Spielzeiten 1992/93, 1996/97, 1999/2000 und 2002/03 als Finalspiel der Football-Meisterschaft der National Collegiate Athletic Association (NCAA). Im Jahr 2006 wurde das Sugar-Bowl-Spiel aufgrund der im August 2005 durch den Hurrikan Katrina entstandenen Zerstörungen am Louisiana Superdome im Georgia Dome in Atlanta ausgetragen. In der Saison 2007/08 gelang es der Mannschaft von der University of Hawaii at Manoa (Hawaii Warriors) aus der Western Athletic Conference, sich mit einer ungeschlagenen Saison (12:0) für den Sugar Bowl zu qualifizieren. Sie sind damit die dritte Mannschaft aus einer Non-BCS Conference in einem BCS-Bowl-Spiel.
Aufgrund vertraglicher Verpflichtungen ist eine der beiden am Sugar Bowl teilnehmenden Mannschaften der Sieger der Southeastern Conference (SEC). Die Auswahl der zweiten Mannschaft sowie eines Ersatzteams für den SEC-Meister, wenn dieser am National Championship Game teilnimmt, erfolgt nach bestimmten von den Veranstaltern der BCS festgelegten Regeln aus allen Mannschaften, die hinsichtlich ihrer Saisonleistung und ihrer Conference-Zugehörigkeit eine Reihe von Mindestvoraussetzungen erfüllen.

## Kommerzielle Aspekte

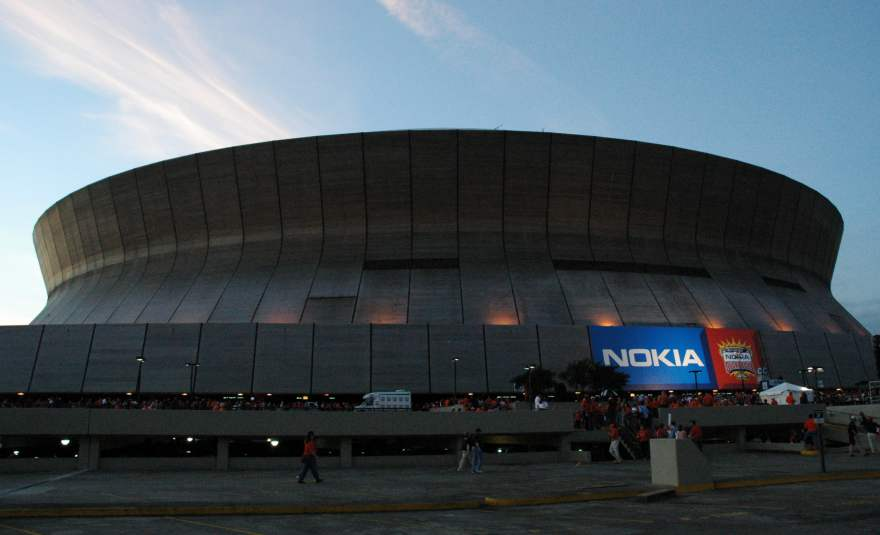
Der Louisiana Superdome vor dem Sugar Bowl 2005

Erster Hauptsponsor des Sugar Bowls war von 1987 bis 1995 die Versicherungsfirma USF&G Financial Services. Anschließend übernahm bis 2006 der Telekommunikationskonzern Nokia die Finanzierung, und seit dem Jahr 2007 ist das Versicherungsunternehmen Allstate der Hauptsponsor des Sugar Bowls. Der Sugar Bowl führt deshalb für Werbezwecke offiziell den Namen „Allstate Sugar Bowl“.
Die Fernsehrechte für den Sugar Bowl hatte von 1969 bis 2005 der Sportsender der American Broadcasting Company (ABC Sports). Seit 2006 wird das Spiel, wie die anderen Spielen der Bowl Championship Series mit Ausnahme des Rose Bowls, von FOX übertragen. Der Sender zahlt für den bis mindestens 2010 laufenden Vertrag pro Spiel rund Jahr 20 Millionen US-Dollar. Von 2010 bis 2012 erfolgt die Ausstrahlung durch den amerikanischen Sportsender ESPN.
Die teilnehmenden Mannschaften erhalten wie in den anderen vier Spielen der Bowl Championship Series eine garantierte Auszahlung (Team Payout) von rund 14 bis 17 Millionen US-Dollar. Die Besucherzahl beträgt rund 70.000 Zuschauer. Die Einschaltquote für die Fernsehübertragung liegt je nach Auswahl der Mannschaften bei rund zwölf bis 15 Prozent.
Der Organisator des Sugar Bowls ist das Sugar Bowl Committee, das aus der 1934 gegründeten New Orleans Mid-Winter Sports Association entstanden ist. Aufgrund von deren Gründungscharta sind alle Mitglieder des Komitees ehrenamtlich tätig. Die finanziellen Überschüsse aus der Durchführung des Spiels werden nach Abzug aller Unkosten vollständig für gemeinnützige Zwecke gespendet.

## Häufigste Teilnehmer und Sieger

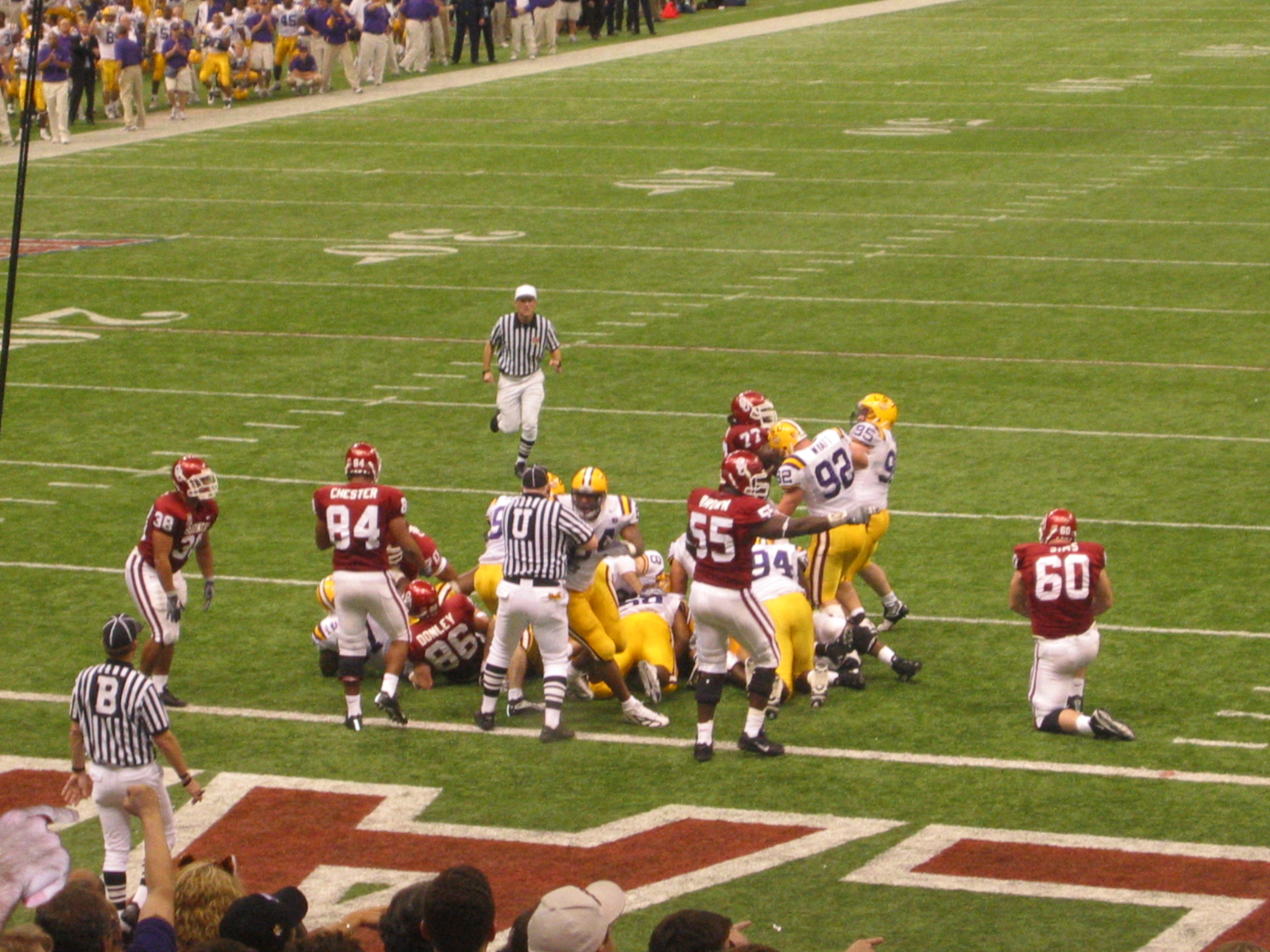
Die Louisiana State Tigers im Sugar Bowl 2004 gegen die Oklahoma Sooners

Mit 15 Spielen am häufigsten hat bisher die Mannschaft der University of Alabama am Sugar Bowl teilgenommen. Sie hat dabei mit acht Siegen auch am häufigsten gewonnen. Die Mannschaft der Louisiana State University war 13 mal vertreten.
Den höchsten Sieg erzielte die Mannschaft der University of Florida im Sugar Bowl 1997 mit einem 52:20 gegen die Mannschaft der Florida State University. Das punktereichste Spiel in der Geschichte des Sugar Bowls war 2002 das 47:34 zwischen der Louisiana State University und der University of Illinois at Urbana-Champaign. Das Sugar-Bowl-Spiel mit den wenigsten Punkten war das 2:0 zwischen den Mannschaften der Fordham University und der University of Missouri-Columbia im Jahr 1942.